# Taenaris horsfieldii
Taenaris horsfieldii is een vlinder uit de familie Nymphalidae. De wetenschappelijke naam van de soort is voor het eerst geldig gepubliceerd in 1820 door William Swainson.